# Thierry de Alsacia
Thierry de Alsacia (sau Dietrich, Theodoric) (n. cca. 1099 – d. 17 ianuarie 1168), cunoscut în Flandra sub numele de Diederik van den Elzas, a fost conte de Flandra de la 1128 până la moarte.

## Origini
Thierry a fost fiul cel mai tânăr al ducelui Theodoric al II-lea de Lorena cu Gertruda de Flandra, fiică a contelui Robert I "Frizonul" de Flandra.

## Viața
După asasinarea în 1127 vărului său Carol I "cel Bun"", Thierry a revendicat Comitatul de Flandra ca nepot al lui Robert I, însă comitatul a revenit lui Guillaume Clito, care se bucura de sprijinul regelui Ludovic al VI-lea al Franței. Politica lui Guillaume și atitudinea sa față de autonomia Flandrei l-au făcut în curând impopular, astfel încât până la finele anului orașele Bruges, Gent, Lille și Saint-Omer l-au proclamat pe Thierry drept conte. Susținătorii săi proveneau din facțiunea flamandă din Imperiul romano-german și până la sosirea sa acestea deja se angajaseră în luptă împotriva lui Guillaume Clito.
Ludovic al VI-lea a fost excomunicat de către Raymond de Martigné, arhiepiscopul de Reims, într-un moment în care regele deja asediat Lille. În noul context și în condițiile în care regele Henric I al Angliei, unchiul lui Guillaume, își manifestase transferarea sprijinului către Thierry, Ludovic a fost nevoit să se retragă. Cu toate acestea, Thierry a fost înfrânt la Tielt și la Oostkamp, fiind astfel silit să se retragă la Brugge. Apoi, a trebuit să plece și de acolo, pentru a ajunge la Aalst, unde a fost la scurtă vreme asediat de către Guillaume, Godefroi I de Leuven și trupele lui Ludovic al VI-lea. Orașul era pe punctul de a ceda, când a sosit vestea morții lui Guillaume Clito, săvârșită în 27 iulie 1128, Thierry rămânând astfel singurul pretendent la conducerea comitatului de Flandra.
Thierry și-a stabilit reședința la Gent și a fost recunoscut de către toate orașele flamande, ca și de regele Henric I al Angliei. La rândul său, Thierry a jurat omagiu lui Ludovic al VI-lea după 1132, în scopul de a obține sprijinul regelui Franței împotriva contelui Balduin al IV-lea de Hainaut, care la rândul său emitea pretenții asupra Flandrei.
În 1132 soția sa Suanhilda a murit, lăsându-i doar o fiică. În 1139 Thierry a plecat în pelerinaj în Regatul Ierusalimului și s-a căsătorit cu Sibila de Anjou, fiica regelui Fulc al Ierusalimului și totodată văduva lui Guillaume Clito.
Acest episod a marcat primul dintre cele patru pelerinaje ale lui Thierry în Țara Sfântă. În timpul acesteia, el a condus o expediție victorioasă asupra Caesarea Philippi și a luptat alături de socrul său, Foulque, într-o invazie asupra orașului Gilead. S-a întors în curând în Flandra, pentru a reprima o răscoală din Lotharingia Inferioară, condusă la acea vreme de contele Godefroi al III-lea de Louvain.
Thierry a plecat în cruciadă pentru a doua oară în 1147, participând la Cruciada a doua. Cu această ocazie, el a condus trecerea râului Meandru din Anatolia și a luptat în bătălia de la Attalya din 1148. După sosirea în Regatul Ierusalimului, a participat la Conciliul de la Acra, unde s-a luat nefericita decizie de a se ataca Damascul.
Thierry a participat la asediul Damascului din 1148, sub comanda regelui Ierusalimului Balduin al III-lea (cumnat al lui Thierry), și, cu sprijinul acestuia, ca și al regilor Ludovic al VII-lea al Franței și Conrad al III-lea al Germaniei, Thierry a revendicat Damascul pentru sine; în paralel, baronii cruciați nativi preferau pe unul dintre ei în această poziție, anume Guy Brisebarre, senior de Beirut; în orice caz, asediul a constituit un eșec și toți cruciații a trebuit să se retragă.
Pe parcursul absenței sale, Balduin al IV-lea de Hainaut a invadat Flandra și a jefuit Artois; Sibylla a reacționat cu fermitate și a prădat Comitatul de Hainaut, ca represalii. La intervenția arhiepiscopului de Reims, s-a semnat un tratat între cele două părți. Atunci când Thierry a revenit în 1150, s-a răzbunat pe Balduin la Bouchain, având suportul contelui Henric I de Namur și al lui Henric al II-lea de Leez, episcop de Liège. În negocierilor de pace care au urmat, Thierry și-a dat fiica, Margareta pentru a se căsători cu fiul lui Balduin al IV-lea, viitorul Balduin al V-lea de Hainaut.
În 1156, Thierry și-a căsătorit fiul cel mare cu Elisabeta de Vermandois, fiica și moștenitoarea contelui Raoul I de Vermandois. În același an, el s-a întors în Palestina, de această dată însoțit de soția sa. El a participat la asediul operat de regele Balduin al III-lea asupra Shaizar, însă fortăreața a rămas în mâinile musulmanilor atunci când a izbucnit o dispută între Thierry și Raynaud de Châtillon asupra stabilirii celui care va stăpâni fortăreața respectivă. În 1159, Thierry s-a întors din nou în Flandra, fără Sibylla, care a rămas în urmă pentru a deveni călugăriță la conventul Sfântul Lazăr din Betania. În absența lor, fiul lui Filip a guvernat comitatul, iar după revenirea lui Thierry a rămas drept co-conte.
În 1164, Thierry a mai efectuat un pelerinaj în Țara Sfântă. Ajuns acolo, l-a însoțit pe regele Amalric I al Ierusalimului (un alt frate vitreg al Sibyllei, ca și Balduin al III-lea), în Antiohia și Tripoli și a participat la atacul cruciaților asupra Egiptului din același an. S-a întors în Europa în 1166.
Având un adevărat record de patru expediții în Levant, Thierry a dovedit o rară implicare în fenomenul cruciat.
El s-a stins la 4 februarie 1168 și a fost înmormântat în abația de la Watten, situată între Saint-Omer și Gravelines. Domnia sa a fost una moderată și liniștită. S-a  înregistrat o dezvoltare economică și agricolă a comitatului și s-au stabilit noi inițiative comerciale.

## Familia și urmașii
Prima soție a lui Thierry, Swanhilda a dat naștere unei fiice:
1. Loreta de Flandra, măritată în patru rânduri, cu: contele Ivan de Aalst; ducele Henric al II-lea de Limburg; contele Raoul I de Vermandois; Henric al IV-lea de Luxemburg. În cele din urmă, Loreta s-a retras la o mănăstire, unde s-a stins în anul 1170.

Din a doua sa căsătorie, cea cu Sibila de Anjou, fiica contelui Fulc al V-lea de Anjou cu Ermengarda de Maine și văduva lui Guillaume Clito, au rezultat mai mulți copii:
1. Filip (d. 1191)
2. Matei de Alsacia (d. 1173), căsătorit cu contesa Maria I de Boulogne
3. Margareta (d. 1194), căsătorită cu Raoul al II-lea, conte de Vermandois și Valois, apoi cu Balduin al V-lea de Hainaut
4. Gertruda de Flandra (d. 1186), căsătorită cu contele Umberto al III-lea de Savoia
5. Matilda de Flandra, abatesă de Fontevrault
6. Petru de Flandra (d. 1176), episcop de Cambrai